# Retrato de Federico el Sabio
El Retrato de Federico el Sabio es una pintura al temple sobre lienzo de 76 x 57 cm de Alberto Durero, de 1496 y conservado en la Gemäldegalerie de Berlín. La obra está firmada con el célebre monograma del artista, abajo a la izquierda.

## Historia
El retrato fue probablemente ejecutado entre el 14 y el 18 de abril de 1496, cuando Federico el Sabio, elector imperial de Sajonia, se detuvo en Núremberg. La brevedad de la estancia justifica la técnica inusual, con el uso de un lienzo delgado (tüchlein), sin imprimación, pintado a la acuarela fijada con un aditivo, que seca rápidamente.
Federico se convirtió en un importante cliente de Durero, requiriéndole un altar para la capilla privada de su castillo de Wittenberg y el Políptico de los Siete Dolores. Cuatro años después le encargó un nuevo lienzo, Hércules matando a los pájaros del Estínfalo, para embellecer una sala de su castillo, y se haría retratar de nuevo por el artista en 1524 con un grabado a buril.

## Descripción y estilo
El retratado aparece a media figura de tres cuartos, girado hacia la derecha y con la mirada vuelta hacia el espectador, sobre un fondo liso verdoso. La tipología del retrato remite al arte flamenco contemporáneo, como la estratagema del parapeto abajo sobre el que la figura apoya los brazos, o también el motivo de la carta enrollada en la mano.
La postura erguida, la rica vestimenta con la gorra grande con la ala vuelta, subrayan el carácter obstinado de Federico y su estatus. Los ojos bien abiertos miran decididos al espectador, generando cierto asombro.